# Afdeling Q
Afdeling Q er en krimithrillerserie skrevet af Jussi Adler-Olsen. Afdeling Q er den afdeling på politigården, hvor henlagte sager genåbnes. Den er etableret af Marcus Jacobsen, men da han bliver pensioneret, refererer den til den nye leder Lars Bjørn. Budgettet bliver nu stærkt begrænset, og afdelingen er placeret i et afsides kælderlokale, langt fra den evigt kritiske chefs kontor. Lederen af afdelingen, Carl Mørck, er en typisk antihelt med rod i privatlivet og en række traumer i bagagen. Sammen med sin geskæftige, men også effektive sekretær Rose Knudsen og den noget besynderlige syrer Assad, som blandt andet er ekspert i våbentyper, opklarer Mørck mere eller mindre effektivt de foreløbig otte sager, serien i 2025 har beskrevet. Senere i serien bliver gruppen suppleret med Gordon, som virker kikset, men også har en evne til at tolke sporene i en kriminalgåde.
Bøgerne er blevet filmatiseret i Danmark foreløbig seks gange, og i maj 2025 har Netflix udsendt en skotskproduceret tv-serie om Afdeling Q.

## Historie
Ledelsen af kriminalpolitiet er blevet pålagt at gøre noget for at imødekomme befolkningens krav om retssikkerhed, så det bliver besluttet at oprette en afdeling, som tager sig af henlagte sager. Den første sag Kvinden i buret handler om en bortført politiker Merete Lynggaard, og det lykkes Carl og Assad at finde den formodet afdøde kvinde i live. I de følgende bøger udvides det faste persongalleri med Rose Knudsen, Carl Mørcks ekshustru, Vigga og hans kæreste Mona Ibsen, samt Lars Bjørn, der afløser Marcus, som går på pension.

## Temaer
Seriens hovedtemaer er forbrydelser, som er begået på grund af had og griskhed med elementer af grov vold og sadisme som nogle af ingredienserne. Den røde tråd er magtmisbrug, og hvordan man kan bryde det. I flere af bøgerne - mest udpræget Fasandræberne, Journal 64, Marco Effekten og Selfies - er der en samfundskritisk grundtone, som udstiller korrupte politikere, skrupelløse kapitalister og kyniske embedsmænd. Alt dette er imidlertid serveret med en blanding af spænding og satire, som forfatteren selv har forklaret således:
"Man kan ikke skrive om så dystre sager fra afdeling Q, hvor man f.eks. oplever folk, der udøver vold for sjov, uden at man bløder læserne op undervejs. Det ville være meningsløst at slippe folk ind i det rum" (Politiken  9. november 2009).

## Udgivelser
Serien består af følgende titler:
- Nr. 1 - Kvinden i buret (2007)
- Nr. 2 - Fasandræberne (2008)
- Nr. 3 - Flaskepost fra P (2009)
- Nr. 4 - Journal 64 (2010)
- Nr. 5 - Marco Effekten (2012)
- Nr. 6 - Den grænseløse (2014)
- Nr. 7 - Selfies (2016)
- Nr. 8 - Offer 2117 (2019)
- Nr. 9 - Natrium Chlorid (2021)
- Nr. 10 - 7 m2 med lås (2023)
- Nr. 11 - Døde sjæle synger ikke (2025)

Serien er udgivet i mange lande blandt andet:
- USA & Canada af forlaget Dutton Penguin
  - No. 1 - The Keeper of Lost Causes oversat af Lisa Hartford.
  - No. 2 - The Absent One oversat af K.E. Semmel
  - No. 3 - A Conspiracy of Faith oversat af Martin Aitken, oversættelseskonsulent: Steve Schein
  - No. 4 - The Purity of Vengeance oversat af Martin Aitken, oversættelseskonsulent: Steve Schein
  - No. 5 - The Marco Effect oversat af Martin Aitken, oversættelseskonsulent: Steve Schein
  - No. 6 - The Hanging Girl oversat af Martin Aitken
  - No. 7 - The Scarred Woman oversat af William Frost
  - No. 8 - Victim 2117 oversat af William Frost
  - No. 9 - The Shadow Murders oversat af William Frost

- England af forlaget Michael Joseph, en del af The Penguin Group
  - Nr. 1 - Mercy oversat af Lisa Hartford.
  - Nr. 2 - Disgrace oversat af K.E. Semmel
  - Nr. 3 - Redemption oversat af Martin Aitken, oversættelseskonsulent: Steve Schein
  - Nr. 4 - Guilt oversat af Martin Aitken, oversættelseskonsulent: Steve Schein
  - Nr. 5 - Buried oversat af Martin Aitken, oversættelseskonsulent: Steve Schein
  - No. 6 - The Hanging Girl oversat af Martin Aitken
  - No. 7 - The Scarred Woman oversat af William Frost
  - No. 8 - Victim 2117 oversat af William Frost
  - No. 9 - The Shadow Murders oversat af William Frost

- Frankrig & Canada af forlaget Éditions Albin Michel
  - Vol. 1 - Miséricorde oversat af Monique Christiansen udgivet i 2011.
  - Vol. 2 - Profanation oversat af Caroline Berg udgivet i 2012.
  - Vol. 3 - Délivrance oversat af Caroline Berg udgivet i 2013.
  - Vol. 4 - Dossier 64 oversat af Caroline Berg udgivet i 2014.
  - Vol. 5 - L’Effet papillon oversat af Caroline Berg udgivet i 2015
  - Vol. 6 - Promesse oversat af Caroline Berg udgivet i 2016
  - Vol. 7 - Selfies oversat af Caroline Berg udgivet i 2017
  - Vol. 8 - Victime 2117 oversat af Caroline Berg udgivet i 2020
  - Vol. 9 - Sel oversat af Caroline Berg udgivet i 2022

- Tyskland af dtv og Weltbild
  - Nr. 1 - Erbarmen oversat af Hannes Thiess
  - Nr. 2 - Schändung oversat af Hannes Thiess
  - Nr. 3 - Erlösung oversat af Hannes Thiess
  - Nr. 4 - Verachtung oversat af Hannes Thiess
  - Nr. 5 - Erwartung oversat af Hannes Thiess
  - Nr. 6 - Verheißung oversat af Hannes Thiess
  - Nr. 7 - Selfies oversat af Hannes Thiess
  - Nr. 8 - Opfer 2117 oversat af Hannes Thiess
  - Nr. 9 - Natrium Chlorid oversat af Hannes Thiess

- Holland af Prometeus
  - Nr. 1 - Vrouw in de kooi oversat af Kor de Vries
  - Nr. 2 - Fazantenmoordenaar oversat af Kor de Vries
  - Nr. 3 - Noodkreet in én fles oversat af Kor de Vries
  - Nr. 4 - Dossier 64 oversat af Kor de Vries
  - Nr. 5 - Het Marco-effect oversat af Kor de Vries
  - Nr. 6 - De Grenzeloze oversat af Kor de Vries
  - Nr. 7 - Selfies oversat af Kor de Vries
  - Nr. 8 - Slachtoffer 2117 oversat af Kor de Vries
  - Nr. 9 - Natriumchloride oversat af Kor de Vries

## Film- og tv-udgaver
De første fire bøger er blevet filmatiseret i udgivelsesrækkefølgen i henholdsvis 2013, 2014, 2016 og 2018 med Nikolaj Lie Kaas og Fares Fares i hovedrollerne. De følgende filmatiseringer havde Ulrich Thomsen og Zaki Youssef i hovedrollerne, hvoraf den første af de nye film, Marco Effekten, havde premiere 4. februar 2021 og den næste i rækken, Den grænseløse, havde premiere 2. februar 2024.
I maj 2025 havde Netflix premiere på en skotskproduceret tv-serie om Afdeling Q med skuespilleren Matthew Goode i hovedrollen som "Carl Morck" og med handlingen flyttet fra København til Edinburgh.